# 消防団長

消防団長の階級章

消防団長（しょうぼうだんちょう）とは消防組織法第20条に規定されている消防団の長をいう。

## 役職の概要
消防団長は消防団員の階級最高位にあたる団長のことを指し、団員の中から推薦を経て、市町村長より任命される。都道府県別に設置される社団法人の消防協会会長も団長の中から選出される。平時にあっては本業を有し、行事や団活動時、訓練時は団本部の長として団本部はじめ各分団を指揮する。また、消防団長は基礎自治体の消防団運営会議の構成員であるとともに、自治体の防災会議や国民保護会議等の委員となる。
財団法人日本消防協会では、消防団長の職章を制定し、団長たる者は制服に佩用することができる。
有事法制の成立により国民保護法の第62条に基づき、有事の際は市町村長の指揮を受けて、消防団員を指揮し、避難住民の誘導にあたる。

## 消防団長に関する事項
- 消防団長の任務

幹部会議の招集、及び会議の議長となること
災害時、団員を指揮して住民の避難誘導
操法大会等の主催、応援要請された活動への参加
団員及び団員家族への表彰
- 団長に対する教育

消防大学校消防団長科、消防学校上級幹部科など。
- 団長が受ける栄誉

叙位、叙勲、消防庁長官表彰功労章並びに永年勤続功労章はじめとした表彰
- 団長から授与する表彰（地域ごとに異なる）

団長賞(優良団員表彰)の授与、団員家族表彰の授与。
- 団長に対する補償

退職金は団長の階級及び勤続年数に基づく

### 消防団長経験者に対する称号
ちなみに、兵庫県赤穂市、兵庫県伊丹市の各消防団では、功労のある消防団長経験者に対して、名誉消防団長(名誉団長)の称号を授与している。

## 消防団長表彰(消防団長賞・消防団長感謝状含む)
消防団長は、消防や防災に功績ある消防団員とその家族、市民に対して表彰をしている。消防団員に対しては表彰状を授与し、消防団員の家族には感謝状を贈呈している。また、学校や管轄地域内で開催した火災予防コンクールなどでは消防団長賞を授与している。
消防団によっては、消防団長表彰に表彰記章が伴う例があり、記念品または副賞としてこれを授与している。厳密には消防団長表彰と消防団長賞は区別されるが、概ね団長表彰は団長賞と略称・通称する場合も多い。

## 関連法規
- 消防組織法
  - 第20条　消防団の長は、消防団長とする。
  - 第20条第2項　消防団長は、消防団の事務を統括し、所属の消防団員を指揮監督する。
  - 第22条　消防団長は、消防団の推薦に基づき市町村長が任命し、消防団長以外の消防団員は、市町村長の承認を得て消防団長が任命する。

- 国民保護法
  - 第62条　市町村長は避難実地要領で定めるところにより、当該市町村職員並びに消防長並びに消防団長を指揮し、避難住民を誘導させなければならない